# Nõva
Nõva è un ex comune rurale dell'Estonia occidentale, nella contea di Läänemaa, abolito nel 2017 e facente oggi parte del nuovo comune di Lääne-Nigula. Si trova a 81 chilometri a ovest di Tallinn e a 48 chilometri a nordest del capoluogo di contea, Haapsalu. Il centro amministrativo del comune è l'omonima località (in estone küla), menzionata per la prima volta nel 1402 come Neyve e in seguito come Neve, Newwe o Newe. Per molto tempo fece parte della contea di Harjumaa assieme alla vicina Harju-Risti (nei pressi di Padise), prima di venire definitivamente separata da quest'ultima nel 1893.

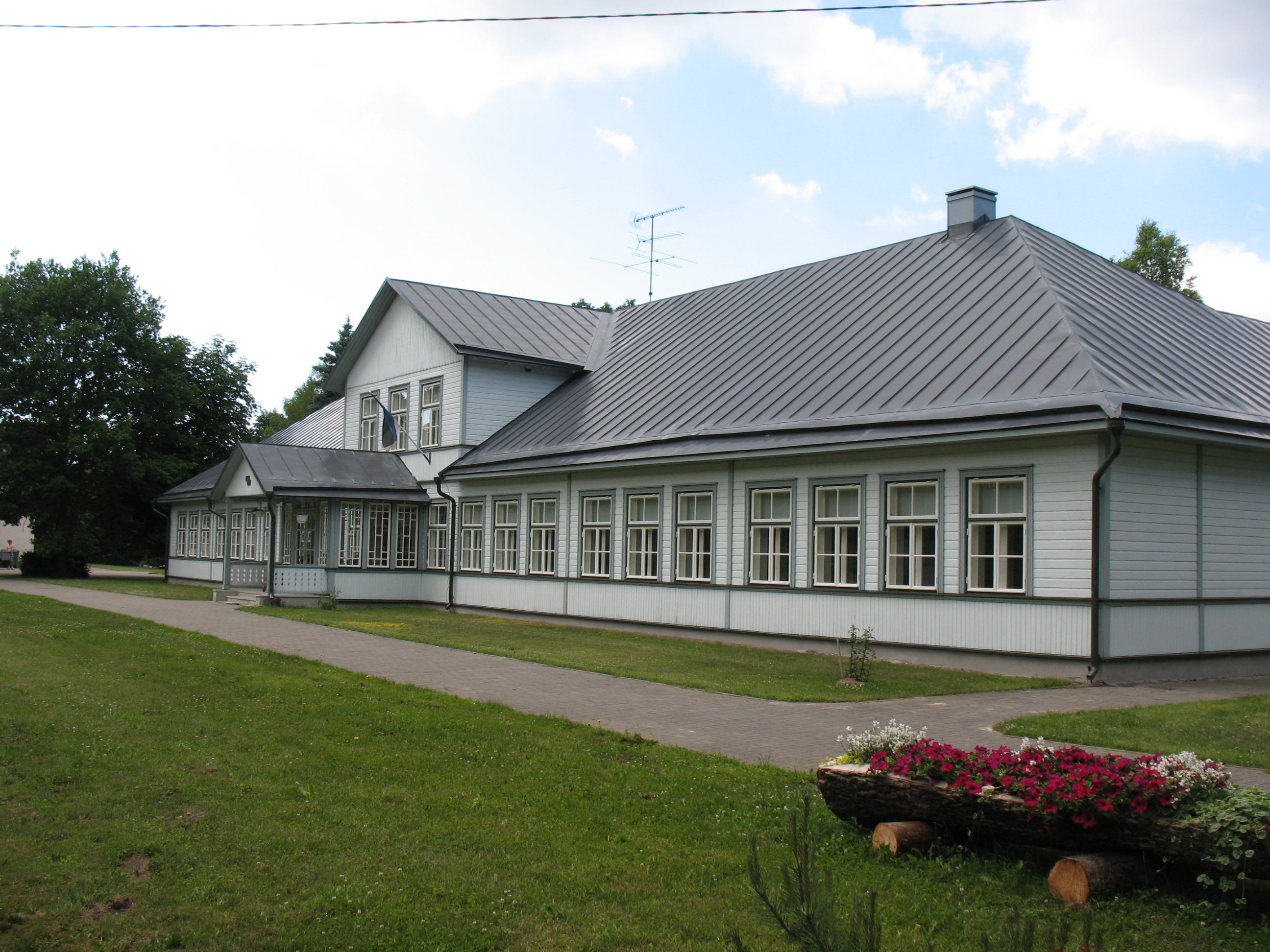
La scuola di Nõva

Nel villaggio sono presenti un ufficio postale, una fermata dell'autobus e una stazione dei vigili del fuoco, oltre alla chiesa di Sant'Olaf, edificata nel 1740-50 e oggi più antica chiesa in legno presente sulla terraferma estone. Il maniero di Nõva venne menzionato per la prima volta nel XVI secolo come possedimento del monastero di Padise, per poi passare nelle mani di una serie di famiglie appartenenti alla nobiltà baltico-tedesca, tra cui gli Ungern-Sternberg. In seguito alla proclamazione dell'indipendenza dell'Estonia nel 1918 il maniero venne espropriato e dal 1920 al 2002 ospitò la scuola del villaggio, fondata nel 1863.
Successivamente alla demolizione del maniero, ormai troppo danneggiato e fatiscente, la scuola si è trasferita in un edificio situato sullo stesso terreno, la cui architettura è in parte ispirata a quella della costruzione che l'ha preceduto. Le antiche stalle sono arrivate fino a noi e attualmente ospitano un caffè e il negozio del villaggio.

## Località
Oltre al capoluogo, il comune comprendeva altre 7 località:
Hindaste, Nõmmemaa, Peraküla, Rannaküla, Tusari, Vaisi, Variku.